# Pensad en Flebas
Pensad en Flebas es una novela de ciencia ficción escrita por el novelista escocés Iain M. Banks, publicada por primera vez en 1987. Es la primera de las novelas de la serie La Cultura.
La novela gira en torno a la Guerra Idir-Cultura, y Banks presenta el tema con varios microcosmos de ese conflicto.  Quizás es sorprendente, especialmente ya que esta es la primera novela (publicada) sobre La Cultura, que su personaje central, Bora Horza Gobuchul es en realidad un enemigo de La Cultura.

## Argumento
La Cultura y el Imperio Idirano están en guerra en un conflicto que envuelve toda la galaxia. Horza, un mercenario modificado genéticamente capaz de alterar su apariencia a voluntad (un "Cambiante"), es asignado a recuperar una Mente de La Cultura por sus contratantes Idiranos. Encuentra, y se une a un grupo de mercenarios y piratas, dirigidos por Kraiklyn, en su nave, la Turbulencia en Cielo Despejado. Durante todo el tiempo es perseguido de cerca por una Agente Especial de La Cultura, Perosteck Balveda.
En el Orbital Vavatch, que era neutral pero al declarar los Idiranos que lo iban usar como base, La Cultura decide anunciar en un ultimátum que será destruido en pocos días, Horza es abandonado en una isla donde encuentra a los "Devoradores", un extraño culto caníbal; Horza logra escapar a tiempo para ver como Kraiklyn juega a Daño, después lucha con él y lo mata, para apoderarse del CAT. En el último momento lleva a los piratas al Mundo de Schar, un Planeta de los Muertos, y el escondite de la Mente fugitiva.  Allí, con la ayuda de Balveda (su enemiga ve su propio interés en ayudarle), lucha contra un equipo de infiltración de Idiranos (desconocedores de su misión para las Fuerzas Armadas Idiranas) a lo largo de una red de ferrocarriles subterráneos para intentar capturar el premio.

## Historia
Pensad en Flebas, como la mayoría de las primeras producciones de Banks, es una versión revisada de un libro anterior.

"Phlebas también era antigua; fue escrita justo después de La Factoría de Avispas, en 1984. He descubierto que reescribir una libro antiguo requiere mucho mas esfuerzo que escribirlo desde el comienzo, pero tenía que volver y hacer las cosas bien. Ahora puedo seguir adelante y empezar cosas completamente nuevas."

## Recepción
El libro fue en general bien recibido como una space opera con un héroe de moral ambigua y montones de equipos tecnológicos y grandiosos escenarios, algunos originales del género con Banks, otros prestados de otros autores: los Orbitales por ejemplo muestran la influencia de Larry Niven. Algunas de las escenas, como la lucha de Horza con Kraiklyn y la huida del Orbital de Vavatch en la CAT sustraída, se consideran como las mejores escenas de acción de Banks.
Existe un debate entre los fanes de Banks sobre qué libro de La Cultura es la mejor introducción a esta Utopía ficticia. Pensad en Flebas es un competidor obvio, siendo la primera publicada, aunque El jugador se considera más fácil de leer.
Banks dijo en una entrevista:

'Hay una gran guerra en torno a [Pensad en Flebas], y varios individuos y grupos intentan influir en su resultado. Pero incluso ser capaz de hacer eso apenas cambia las cosas demasiado. Al final del libro, he puesto una sección donde señalo este hecho diciendo qué ocurrió después de la guerra, lo que era un intento de exponer la pregunta, '¿De qué sirvió todo?' Pienso que esta aproximación tiene que ver con mi reacción al cliché de los 'protagonistas solitarios' de la CF. Ya sabe, esta idea de que un simple individuo puede determinar la dirección de toda una civilización. Es muy, muy difícil que una persona sola haga eso. Y te quedas preguntándote que diferencias habría, si alguna, si Jesucristo, o Karl Marx o Charles Darwin nunca hubieran existido. Simplemente no lo sabemos.'